# Пущик едет в Прагу
«Пущик едет в Прагу» (чеш. Puščik jede do Prahy) — советско-чехословацкий цветной художественный фильм, снятый режиссёром Львом Голубом в 1965 году на студиях Беларусьфильм и Баррандов (ЧССР).

## Сюжет
Весёлый детский фильм рассказывает о забавных приключениях детей и медвежонка Пущика, которого в конце фильма встречала вся Прага.
Советский пионер Юра встретился и подружился в Артеке с ровесницей из Чехословакии Зденой и при расставании обещал подарить ей медвежонка из Беловежской Пущи. Данное слово надо выполнять и он с товарищами берётся за дело.
О приключениях Юры и его друзей в белорусских лесных дебрях при поимке медвежонка Пущика рассказывается в фильме.
«Пущик едет в Прагу» — единственная комедия в творчестве режиссёра Льва Голуба, мастера детского военно-приключенческого кино.

## В ролях
Главные роли в фильме исполняют дети.
- Андрей Филатов — Юра,
- Владимир Семёнов — Михась,
- Катержина Травничкова — Здена,
- Александр Дегтярь — отец Михася,
- Валентина Ушакова — Ирина Фёдоровна, мать Юры,
- Зоя Фёдорова — тётка Фёкла,
- Владимир Дорофеев — Прохор Иванович,
- Алексей Алексеев — директор школы,
- Рудольф Дейл — Ян Отважный,
- Владимир Меншик
- Яна Брейхова
- Зденек Дите (чеш. Zdeněk Dítě) и другие.

## Съёмочная группа
Вторым режиссёром на фильме работал Валерий Рубинчик.

## Награды
- Приз ЦК Чехословацкого Союза молодежи МКФ фильмов для детей и юношества в Готвальдове-65.